# Relacions entre Cap Verd i la Unió Europea
Les relacions entre Cap Verd i la Unió Europea fa referència a les relacions bilaterals entre la República de Cap Verd i la Unió Europea. Cap Verd és una illa que forma part del grup d'illes de la Macaronèsia i va ser una antiga colònia portuguesa durant l'era colonial entre 1460 i 1975. El març de 2005 l'expresident portuguès Mário Soares va llançar una petició instant a la Unió Europea a començar-ne converses, afirmant que Cap Verd podria actuar com un pont entre Àfrica, Amèrica Llatina i els Estats Units.
El 97% dels capverdians són cristians i el seu fons és una fusió d'africà, asiàtic, europeu i llatinoamericà, on al voltant del 70% són de barreja africana. Menys del 30% són africans, mentre que només l'1% són d'ascendència europea. Per això als capverdians els resulta difícil definir-se com a mestissos o africans. Ells es veuen a si mateixos com a ambdós o únicament capverdians . Políticament els capverdians també van treballar com a part de l'administració portuguesa, amb el líder independentista Amílcar Cabral formant part de l'administració colonial a Guinea Bissau i Angola.
La renda per capita de Cap Verd és inferior a qualsevol dels actuals estats membres, països candidats a l'adhesió o països candidats. No obstant això, és més alta que la d'alguns dels "països candidats potencials" designats pels Estats Units dels Balcans occidentals com Bòsnia i Hercegovina. En termes de respecte de la democràcia l'informe de Freedom House classifica Cap Verd el més alt d'Àfrica i novament Cap Verd té una millor classificació que la d'alguns "candidats designats potencials o països membres" de la UE: Bòsnia i Hercegovina, Croàcia, i Albània. La major part de les importacions i exportacions de Cap Verd són per i des de la Unió Europea, i té l' economia basada en els serveis. La seva moneda, l'escut és vinculada a l'euro.
Tot i que l'arxipèlag de Cap Verd és geogràficament a l'Àfrica, s'han produït situacions similars abans. Xipre és una nació insular que, tot i estar geogràficament a Àsia, ja s'ha unit tant el Consell d'Europa i a la Unió Europea. D'altra banda, les illes de Cap Verd són part d'un mateix grup d'illes de les illes Canàries (part d'Espanya), Madeira (part de Portugal) i illes Açores (part de Portugal), conegudes com a Macaronèsia. En l'actualitat no hi ha reconeixement polític per la Unió Europea de Cap Verd com a estat europeu, però a diferència del cas de Marroc, tampoc hi ha rebuig formal.
Cap Verd és un membre de la Comunitat Econòmica dels Estats de l'Àfrica Occidental (CEDEAO), un bloc regional africà que encoratja la integració interna de manera similar a la UE, i tot i que encara no ha participat en totes les seves activitats, no pot mantenir alhora la pertinença a les dues organitzacions. És també membre de la Unió Africana, una organització amb l'objectiu d'una moneda comuna a l'Àfrica, unes úniques forces de defensa pel continent africà i un cap d'estat de la Unió Africana.
Posteriorment Cap Verd s'ha distanciat dels seus socis regionals africanes i ha desenvolupat relacions més estretes amb la Unió Europea. En un moviment de senyalització de la seva preparació per afluixar els llaços amb el bloc regional africà el setembre de 2006 el govern de Cap Verd va declarar les seves intencions de suspendre la lliure circulació de bens i mercaderies al CEDEAO. El primer ministre José Maria Neves va anunciar que el seu país iniciarà la imposició de restriccions a l'entrada dels ciutadans de tots els estats membres de la CEDEAO. El govern de Cap Verd aviat presentarà la CEDEAO amb propostes d'"estatut especial" en comptes de la plena adhesió. Aquest és també un esforç per limitar el recent augment de la immigració il·legal dels altres nacionals de l'Àfrica Occidental utilitzant Cap Verd i la seva proximitat a les illes Canàries com a trampolí cap a Europa. Cap Verd és també membre del Sistema Generalitzat de Preferències amb majors incentius per al bon govern (GSP+).
Com a complement dels esforços de Cap Verd d'unir-se a la UE, el grup d'illes de la Macaronèsia (Açores, Madeira i les Illes Canàries) estan llançant el seu suport per a llur agermanament regional. El grup d'illes de l'Atlàntic estan pressionant per a una entrada de Cap Verd a la UE sota un estatut especial.